# Cornelis Zitman

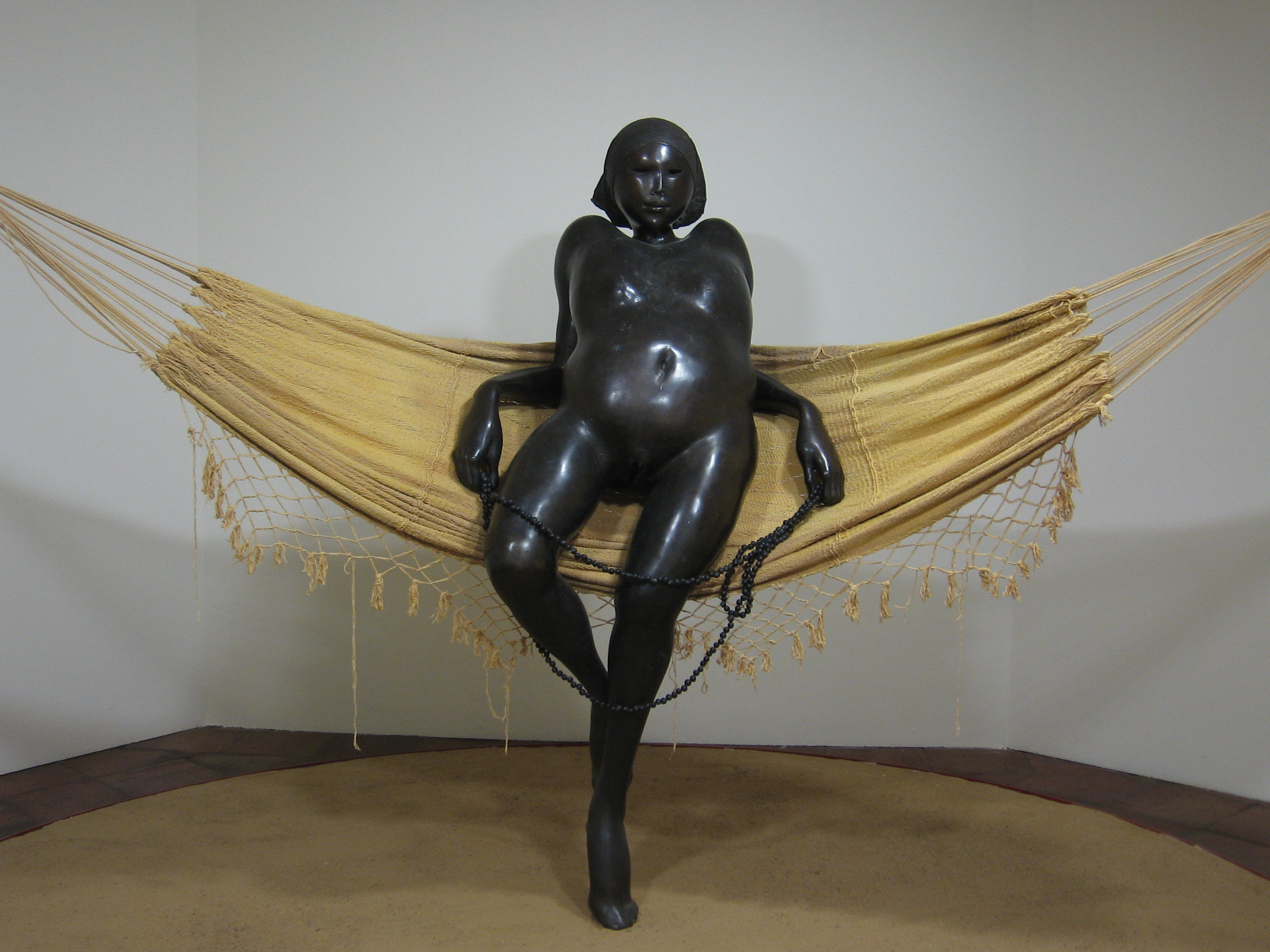
L'inconnue van Cornelis Zitman

Cornelis Jacominus Zitman (Leiden, 9 november 1926 – Caracas, 10 januari 2016) was een Nederlandse beeldhouwer en tekenaar die in Venezuela woonde en werkte.

## Leven en werk
De Leidse aannemerszoon Cees Zitman volgde vanaf zijn 15e jaar de opleiding schilderkunst aan de Koninklijke Academie van Beeldende Kunsten te Den Haag, als klasgenoot van Co Westerik, Henk Peeters en Toon Wegner onder supervisie van docent Henk Meijer. Toen hij na de Tweede Wereldoorlog onder de wapenen werd geroepen, wilde hij niet uitgezonden worden voor de Nederlandse politionele acties in de Indonesische Onafhankelijkheidsoorlog en daarom emigreerde hij in 1947 naar Venezuela. In de stad Coro zette hij zijn eerste schreden op het pad van de beeldhouwkunst. Voor zijn beeld Zittende vrouw kreeg hij in 1951 de Venezolaanse Nationale Prijs voor Cultuur.
In 1950 verhuisde hij naar Caracas, waar hij de meubelfabriek Tecoteca leidde, die designmeubelen vervaardigde naar zijn eigen ontwerp. De onderneming was artistiek succesvol, maar werd zakelijk door pech achtervolgd. Nadat zijn atelier in 1956 was uitgebrand ging het snel bergafwaarts en een faillissement volgde in 1958.
Zitman verbleef daarna drie jaar op het eiland Grenada en vervolgens drie jaar in Amsterdam. Hij bleef actief als beeldend kunstenaar. Om zich verder te bekwamen in het beeldhouwen nam hij lessen bij Pieter Starreveld in Amersfoort alvorens terug te keren naar Venezuela. Met zijn gezin bewoonde hij een historische suikermolen in de 'Hacienda La Trinidad' in de heuvels boven Caracas. In die stad werd hij docent aan de kunstacademie.
De stijl van Zitmans figuratieve kunst kenmerkt zich door een voorkeur voor ronde vormen, maar zijn menselijke figuren maken een minder voluptueuze indruk dan die van Fernando Botero met wie hij regelmatig is vergeleken. Zijn beeldhouwwerk werd in 1968 voor het eerst geëxposeerd in het Museo de Arte Contemporáneo de Caracas. Ook de Galería de Arte Nacional de Caracas heeft werk van hem. Vanaf 1995 wordt zijn werk ook regelmatig buiten Venezuela geëxposeerd. Het trok de belangstelling van de kunsthandelaarster Dina Vierny, het vroegere model van Aristide Maillol. Zij kocht Zitmans sculpturen aan voor het Musée Maillol in Parijs en zette zich actief in voor de promotie van zijn werk.
Ook in zijn geboorteland kwam erkenning: Zitman werd in 2005 benoemd tot Ridder in de Orde van de Nederlandse Leeuw en het museum Beelden aan Zee wijdde in 2006 een overzichtstentoonstelling aan hem. De Zuid-Spaanse havenstad Cadiz, die eeuwenlang de verbinding tussen Europa en Latijns-Amerika onderhield, wijdt sedert 2015 in het Casa de Iberoamerica een permanente tentoonstelling aan het werk van Zitman.
Hij overleed in Venezuela op 89-jarige leeftijd.